# سابین مرینو
سابین مرینو (انگلیسی: Sabin Merino؛ زادهٔ ۴ ژانویهٔ ۱۹۹۲) بازیکن فوتبال اهل اسپانیا است.
از باشگاه‌هایی که در آن بازی کرده‌است می‌توان به باشگاه فوتبال رئال ساراگوسا، باشگاه فوتبال اتلتیک بیلبائو، باشگاه فوتبال دپورتیوو لاکرونیا، باشگاه فوتبال لگانس، و باشگاه فوتبال اتلتیک بیلبائو بی اشاره کرد.
وی همچنین در تیم ملی فوتبال باسک بازی کرده‌است.